# Homerische Gesellschaft
Der Begriff Homerische Gesellschaft dient dazu, die Gesellschaft in den Schriften des im 8. Jahrhundert v. Chr. lebenden Dichters Homer zu beschreiben. Dessen Epen reflektieren eine stark gegliederte Gesellschaft. Sie zeichnet sich vor allem durch agonistisches Verhalten aus.

## Aufbau der Gesellschaft
Die homerische Gesellschaft wird in eine Elite aus vornehmer Herkunft (altgriechisch ἄριστοι áristoi, vgl. auch Aristokratie) und eine Masse freier Bauern (δῆμος démos) unterteilt. Dabei setzt sich wiederum innerhalb der Elite eine kleine Spitzengruppe ab, nämlich „Helden“ wie z. B. Achilleus, Hektor oder Odysseus. Diese Helden können stets auf eine ruhmreiche Reihe von Ahnen zurückblicken, welche sich insbesondere durch große Taten im Krieg hervortaten. Einige von ihnen haben sogar einen göttlichen Ahnherrn oder stammen direkt von den Göttern ab. Oft werden in Homers Epen die Ahnenreihen der Helden rezitiert. Sie haben jedoch keine andere Funktion als die Ansprüche des Helden auf eine Abhebung von seinen Standesgenossen zu untermauern. In der homerischen Gesellschaft stellt die Elite noch keinen nach unten abgeschlossenen Stand dar.

## Oikoi
Darüber hinaus wird die Elite der homerischen Gesellschaft in einzelne Häuser (οἶκοι oíkoi) untergliedert. Damit wird der gesamte Haushalt bezeichnet, zu dem neben den materiellen Gütern auch alle Familienmitglieder und Sklaven gehören. Das Haus ist also eine soziale und wirtschaftliche Einheit, an deren Spitze ein Patriarch über der Ehefrau, den unverheirateten Kindern und Sklaven steht. Außerdem leben in den homerischen Epen auch freie Gefolgsleute des „Helden“ in einem Oikos. Diese Gefolgsleute erledigen in Friedenszeiten verschiedene Dienste im Haushalt oder folgen dem Herrn in den Krieg. Der Reichtum des Herrn ist stets mit der individuellen Tüchtigkeit v. a. im Krieg verbunden. Wenn er tüchtig im Krieg war, dann war er auch reich und angesehen.

## Lebensstil
Homers Helden leben in einem Anwesen, das aus einem ummauerten Innenhof, Stallungen, Vorratskammern, einer Vorhalle und einer großen Halle (μέγαρον mégaron) besteht. Diese sind oft mit Darstellungen athletischer Wettkämpfe ausgeschmückt. In der homerischen Elite werden Gastmähler abgehalten und es kommt zum Austausch von Geschenken zwischen den einzelnen Angehörigen. Die Werte der Elite sind Heldentum, Reichtum, Luxus, Wettbewerb und Ehre.
Jenseits davon liegt die Lebenswelt der freien Bauern. Allerdings ist diese in den homerischen Epen  nur wenig beschrieben. Jedoch unterscheidet sich das bäuerliche Anwesen nur in der Zahl der Besitztümer und der Größe von dem der Eliten. Der Aufbau war aber grundsätzlich der gleiche. Die Bauern in Homers Epen sind persönlich frei und sie sind die Eigentümer des Landes, das sie bebauen. Sie leisten nur Abgaben an einen Aristokraten, den so genannten βασιλεύς basileus. Dieser veranstaltet im Gegenzug Feste für die Gemeinschaft.